# NGC 216
NGC 216 là một thiên hà dạng hạt đâu nằm cách Mặt trời khoảng 68,8 triệu năm ánh sáng  trong chòm sao Kình Ngư. Nó được phát hiện vào ngày 9 tháng 12 năm 1784 bởi William Herschel.